# Barton (cráter)
Barton es un cráter de impacto de 54 km de diámetro en Venus, situado a una latitud de 27,4 y longitud de 337,5. El nombre de Barton fue propuesto por el Magellan Science Team, de la sonda espacial Magallanes, en homenaje a Clara Barton, fundadora de la Cruz Roja estadounidense; el nombre está pendiente de aprobación por la Unión Astronómica Internacional.